# 宮津市立宮津中学校
宮津市立宮津中学校（みやづしりつ みやづちゅうがっこう）は、京都府宮津市にある公立中学校。

## 所在地
- 京都府宮津市字万年220番地

## 沿革
- 1947年（昭和22年） - 与謝野郡組合立宮津中学校として開校。
- 1949年（昭和24年） - 中学校統合。栗田分校・日置分校・笹谷分教場設置。
- 1950年（昭和25年） - 栗田分校が、宮津市立栗田中学校として独立。校歌制定（作曲は古関裕而）。
- 1954年（昭和29年） - 市制施行により、宮津市立宮津中学校になる。
- 1973年（昭和48年） - 日置分校が、宮津市立日置中学校として独立。笹谷分教所を笹谷分校にする。
- 1986年（昭和61年） - 当時中学校2年の吉田静子が翌年行われる第39回世界卓球選手権代表に選ばれた。中学生で代表選手に選ばれたのは、彼女が初めてであった[1]。

## 通学区域
以下の小学校区。
- 宮津市立宮津小学校（旧・上宮津小学校の区域を含む）

## 部活動

### 運動部
- 陸上部（男女混合、短距離長距離別）
- 野球部（男子）
- ソフトボール部（女子）
- サッカー部（男子）
- ソフトテニス部（男女別）
- バレーボール部（女子）
- バスケットボール部（男女別）
- 卓球部（男女別）

### 文化部
- 吹奏楽部
- 美術部
- 家庭科部

## 周辺の施設
- 京都丹後鉄道宮津駅

## 周辺の道路
- 国道176号
- 京都府道9号綾部大江宮津線
- 京都府道606号宮津停車場線

## 通学区域が隣接している学校
- 宮津市立栗田中学校
- 舞鶴市立加佐中学校
- 福知山市立大江中学校
- 与謝野町立加悦中学校
- 与謝野町立江陽中学校
- 与謝野町宮津市中学校組合立橋立中学校